# 앤드리아 앤더슨
앤드리아 알린 앤더슨(Andrea Arlene Anderson, 1977년 9월 17일 ~ )은 미국의 육상 선수로 2000년 시드니 올림픽에서 1600m 릴레이 금메달을 획득한 것으로 가장 기억이 나고 있다. 앤더슨은 매리언 존스가 경기력 향상 약물을 복용한 것이 밝혀져 메달을 반납해야 했다. 2010년 7월 16일 스포츠 중재 재판소는 다른 미국 팀 동료들의 호의에 재판을 가져 메달을 돌려주었다.
캘리포니아주 하버시티에서 태어난 앤더슨은 장기적과 단기적 단거리달리기 경주 둘다에서 드문 성공을 가졌다. 롱비치 폴리테크닉 고등학교를 위해 달리면서 강력한 1-2 스프린트 펀치로 아미나 하다드에 가입하였다. 둘은 1993년 주립 타이틀을 우승한 400m 릴레이 팀과 1991년부터 3연속 선수권을 우승한 1600m 릴레이와 팀을 이루는 동안, 둘다 1992년과 1993년 CIF 캘리포니아 주립 100m-200m 대회에서 존스의 뒤로 왔다.
대학적으로 밥 커시 아래 캘리포니아 대학교 로스앤젤레스를 위하여 달린 앤더슨은 Pac-12 선수권에서 200m(1997)와 400m(1998, 1999)를 우승하였다. 그녀의 400m 릴레이 팀은 1998년 NCAA 여성 실외 육상 선수권 대회에서 3위 만큼 높이 완료하고, 1999년 1600m 릴레이 2위를 하였다.
1995년 팬아메리칸 주니어 게임에서 우승한 400m 릴레이와 은메달을 딴 1600m 릴레이에 달렸다. 이듬해 세계 주니어 선수권에서 400m 릴레이 금메달을 따고, 개인적으로 100m 은메달을 따면서 자신의 일생 개인 기록 11.43초를 세웠다.
1997년 세계 대학 경기에서 400m 릴리이에 나와 우승하고, 1999년 팬아메리칸 게임에서 은메달을 딴 1600m 릴레이 팀에 달렸다.
2000년 올림픽 선발 시합에서 그녀는 400m에서 51.18초의 자신의 최고 전력을 달려 국가 대표팀으로 선출되는 데 이루었다. 그 시즌 일찍이 그녀는 또한 모데스토 릴레이에서 200m에 23.44초의 개인 기록을 세우기도 하였다.
그녀는 미식축구 선수 마케스 앤더슨의 누나이다.